# Nau Argo
|  | Aquest article tracta sobre l'antiga constel·lació. Si cerqueu el vaixell de la mitologia grega, vegeu «Argo». |

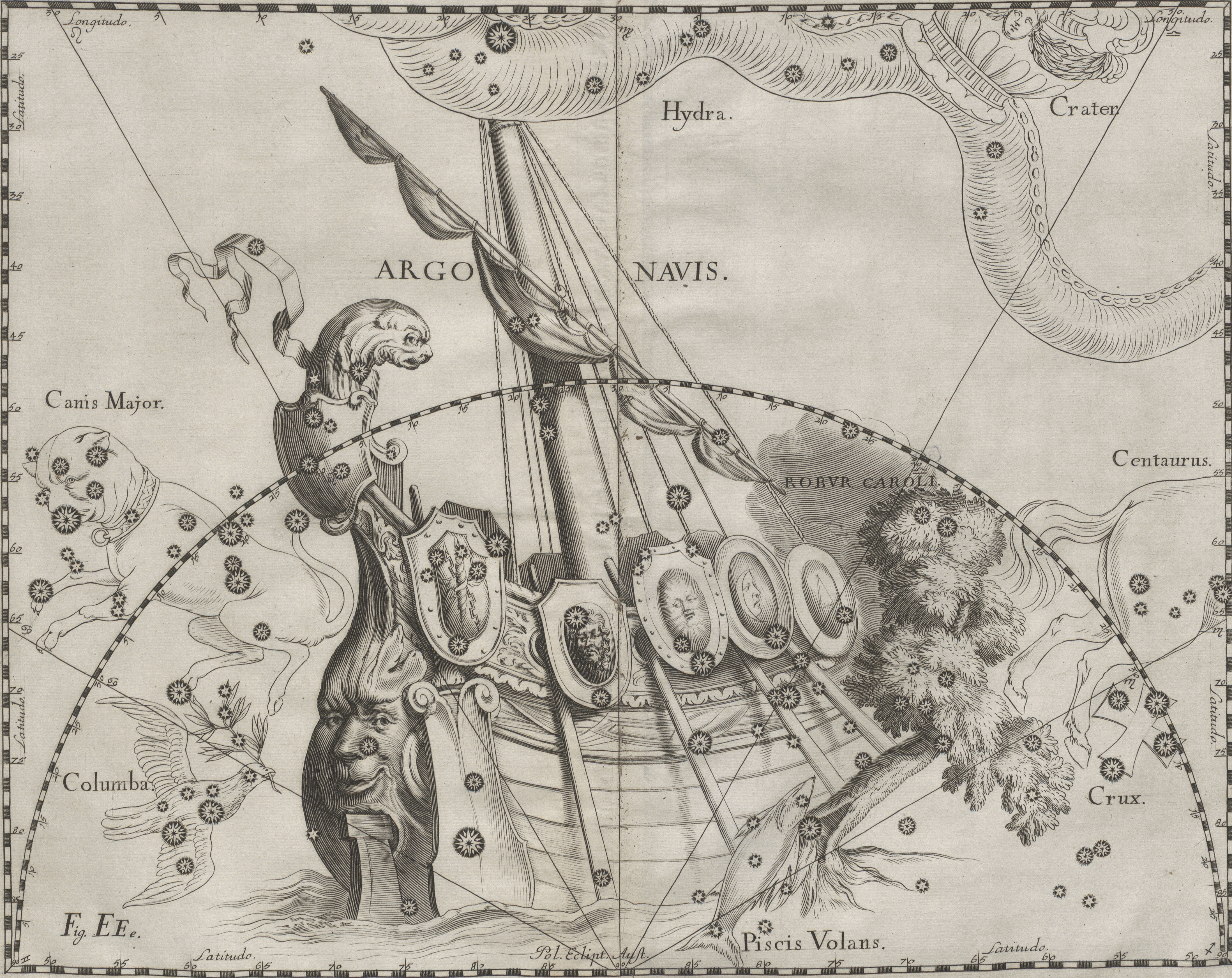
La Nau Argos (Johannes Hevelius, Uranometria)

La Nau Argo (llatí: Argo Navis) va ser una extensa constel·lació en l'hemisferi sud celeste, que representava Argo, el navili en què, segons la mitologia grega, van viatjar Jasó i els Argonautes. Aquesta és l'única constel·lació descrita per Claudi Ptolemeu que no es reconeix com a tal en l'actualitat. Per la seva gran mida (uns 1.884 graus quadrats, més que cap altra), va ser dividida en diverses constel·lacions menors per Nicolas-Louis de Lacaille en el segle xviii: Carina (la Quilla), Puppis (la Popa) i Vela (que ocupa el lloc que correspondria al masteler de la nau).

## Estrelles importants
La Nau Argo fou dividida per Lacaille molts anys després que Johann Bayer anomenés les estrelles segons el seu sistema. Avui continua usant-se la seva seqüència, encara que ja no es reconeix com una constel·lació; és a dir, Vela, Puppis i Carina, les constel·lacions derivades d'aquest extens asterisme, comparteixen una mateixa seqüència de Bayer. És per això que tant a Vela com a Puppis hi manquen les estrelles alfa i beta perquè Alfa (α) i Beta (β) de la Nau Argo corresponen avui a Alpha i Beta Carinae. A Carina hi manca l'estrella gamma perquè Gamma (γ) de la Nau Argo avui correspon a Gamma Velorum (pertany a Vela), i així successivament.
Pyxis, a diferència de les altres tres, té estrelles amb designació alfa, beta, gamma i altres, encara que les seves estrelles van pertànyer antigament a la mateixa constel·lació de la Nau Argo. Això es deu al fet que, en temps de Bayer, les estrelles que ara dibuixen Pyxis —totes de poc esclat— no es comptaven entre les que traçaven la figura de la nau. Quan Lacaille la creà en el 1756 és quan les seves estrelles reben la designació corresponent.